# Jason McAteer
Jason Wynn McAteer (ur. 18 czerwca 1971 w Birkenhead) – piłkarz irlandzki grający na pozycji defensywnego pomocnika.

## Kariera klubowa
Piłkarską karierę McAteer rozpoczął w małym amatorskim klubie o nazwie Marine FC. Gdy miał 20 lat, zainteresował się nim grający w Division Two Bolton Wanderers, ale w jego barwach zadebiutował w 1992 roku. Fakt ten miał miejsce 28 listopada, a Bolton wygrał u siebie 4:0 z Burnley F.C. Na koniec sezonu 1992/1993 McAteer wywalczył z Boltonem awans do Division One. Tam z kolei grał już w pierwszym składzie, a już w sezonie 1994/1995 awansował z "The Trotters" do Premiership.
Po rozegraniu 4 spotkań w Boltonie McAteer przeszedł do Liverpoolu za 4,5 miliona funtów. W "The Reds" był trzecim Irlandczykiem obok Marka Kennedy'ego i Phila Babba. Debiut zaliczył 16 września w wygranym 3:0 spotkaniu z Blackburn Rovers. W Liverpoolu z czasem wywalczył miejsce w podstawowym składzie i na koniec sezonu 1995/1996 zajął 3. pozycję w Premiership. 24 marca 1997 zdobył pierwszego gola w lidze, a Liverpool pokonał na wyjeździe Arsenal F.C. 2:1. Sezon zakończył na 4. lokacie. W sezonie 1997/1998 stracił miejsce w składzie na rzecz Paula Ince'a, a Liverpool znów był trzeci w lidze. W sezonie 1998/1999 został wystawiony na listę transferową z powodu kłótni z kolegami z zespołu, Jamiem Redknappem, Robbiem Fowlerem i Steve'em McManamanem, zwanymi "Spice Boys".
Na początku 1999 roku został sprzedany za 4 miliony funtów do Blackburn Rovers. Zadebiutował w nim 30 stycznia w spotkaniu z Tottenhamem Hotspur, zremisowanym 1:1. Na koniec sezonu 1998/1999 spadł z Blackburn do Division One, a w sezonie 1999/2000 nie zdołał powrócić do Premiership. Udało się to rok później, ale w lidze Jason zaliczył tylko 4 spotkania i przeszedł do Sunderlandu za milion funtów. Po raz pierwszy w nowej drużynie wystąpił 22 października w potyczce z Middlesbrough F.C., przegranej przez "Czarne Koty" 0:2. W sezonie 2002/2003 z powodu kontuzji opuścił większość meczów i nie zdołał pomóc klubowi w utrzymaniu w Premiership. Na zapleczu Premiership spędził rok i 19 lipca 2004 na zasadzie wolnego transferu trafił do Tranmere Rovers. W 2005 roku walczył w fazie play-off o awans do League One, ale ostatecznie Tranmere pozostał w Football League Two. W "Super Whites" McAteer występował do 2007 roku i wtedy też zakończył piłkarską karierę w wieku 36 lat.
| Sezon   | Klub             | Kraj   | Rozgrywki                    | Mecze | Bramki |
| ------- | ---------------- | ------ | ---------------------------- | ----- | ------ |
| 1992/93 | Bolton Wanderers | Anglia | Division Two                 | 21    | 0      |
| 1993/94 | Bolton Wanderers | Anglia | Division One                 | 46    | 3      |
| 1994/95 | Bolton Wanderers | Anglia | Division One                 | 43    | 5      |
| 1995/96 | Bolton Wanderers | Anglia | Premiership                  | 4     | 0      |
| 1995/96 | Liverpool F.C.   | Anglia | Premiership                  | 29    | 0      |
| 1996/97 | Liverpool F.C.   | Anglia | Premiership                  | 37    | 1      |
| 1997/98 | Liverpool F.C.   | Anglia | Premiership                  | 21    | 2      |
| 1998/99 | Liverpool F.C.   | Anglia | Premiership                  | 13    | 0      |
| 1998/99 | Blackburn Rovers | Anglia | Premiership                  | 13    | 1      |
| 1999/00 | Blackburn Rovers | Anglia | Division One                 | 28    | 2      |
| 2000/01 | Blackburn Rovers | Anglia | Division One                 | 27    | 1      |
| 2001/02 | Blackburn Rovers | Anglia | Premiership                  | 4     | 0      |
| 2001/02 | Sunderland AFC   | Anglia | Premiership                  | 25    | 2      |
| 2002/03 | Sunderland AFC   | Anglia | Premiership                  | 9     | 1      |
| 2003/04 | Sunderland AFC   | Anglia | Football League Championship | 18    | 2      |
| 2004/05 | Tranmere Rovers  | Anglia | Football League One          | 34    | 4      |
| 2005/06 | Tranmere Rovers  | Anglia | Football League One          | 29    | 0      |
| 2006/07 | Tranmere Rovers  | Anglia | Football League One          | 18    | 0      |

## Kariera reprezentacyjna
W reprezentacji Irlandii McAteer zadebiutował 23 marca 1994 roku w zremisowanym 0:0 towarzyskim meczu z Rosją. W 1994 roku został powołany przez Jacka Charltona do kadry na Mistrzostwa Świata w USA. Tam wystąpił w czterech meczach Irlandii: jako rezerwowy z Włochami (1:0) i Meksykiem (1:2), w pierwszym składzie z Norwegią (0:0) oraz jako rezerwowy w 1/8 finału z Holandią (0:2).
W 2002 roku McAteer zaliczył swoje drugie Mistrzostwa Świata. Wystąpił tam we dwóch meczach grupowych: zremisowanym 1:1 z Kamerunem i wygranym 3:0 z Arabią Saudyjską. Karierę reprezentacyjną zakończył w 2004 roku. W kadrze narodowej rozegrał 52 mecze i strzelił 3 gole.